# KBS 1TV 대하 드라마
KBS 1TV 대하 드라마는 매주 주말 오후 9시 40분에 방송되었던 드라마 프로그램이다.

## 개요
사극 드라마 형식으로 방송 중이다.

## 방송 시간
| 방송 채널 | 방송 기간                           | 방송 시간                                                                | 방송 분량                   |
| --------- | ----------------------------------- | ------------------------------------------------------------------------ | --------------------------- |
| KBS 1TV   | 1981년 1월 5일 ~ 1981년 1월 19일    | 매주 월요일 저녁 8시 10분 ~ 밤 9시                                       | 50분                        |
| KBS 1TV   | 1981년 1월 26일 ~ 1981년 1월 19일   | 매주 월요일 저녁 8시 ~ 밤 9시                                            | 60분                        |
| KBS 1TV   | 1981년 2월 2일                      | 매주 월요일 밤 10시 10분 ~ 11시 10분                                     | 60분                        |
| KBS 1TV   | 1981년 2월 9일                      | 매주 월요일 밤 9시 40분 ~ 10시 40분                                      | 60분                        |
| KBS 1TV   | 1981년 2월 23일                     | 매주 월요일 밤 9시 40분 ~ 10시 40분                                      | 60분                        |
| KBS 1TV   | 1981년 9월 7일 ~ 1981년 12월 14일   | 매주 월요일 밤 9시 40분 ~ 10시 40분                                      | 60분                        |
| KBS 1TV   | 1981년 2월 16일                     | 매주 월요일 밤 10시 45분 ~ 11시 45분                                     | 60분                        |
| KBS 1TV   | 1981년 3월 2일                      | 매주 월요일 밤 11시 50분 ~ 12시 50분                                     | 60분                        |
| KBS 1TV   | 1981년 3월 9일 ~ 1981년 3월 30일    | 매주 월요일 밤 9시 45분 ~ 10시 45분                                      | 60분                        |
| KBS 1TV   | 1981년 4월 6일                      | 매주 월요일 밤 9시 45분 ~ 10시 40분                                      | 55분                        |
| KBS 1TV   | 1981년 4월 13일 ~ 1981년 8월 31일   | 매주 월요일 밤 9시 40분 ~ 10시 40분                                      | 60분                        |
| KBS 1TV   | 1981년 12월 28일                    | 매주 월요일 밤 9시 40분 ~ 10시 50분                                      | 70분                        |
| KBS 1TV   | 1982년 1월 10일 ~ 1982년 4월 4일    | 매주 일요일 저녁 8시 ~ 밤 9시                                            | 60분                        |
| KBS 1TV   | 1983년 1월 9일 ~ 1987년 11월 8일    | 매주 일요일 저녁 8시 ~ 밤 9시                                            | 60분                        |
| KBS 1TV   | 1987년 11월 22일 ~ 1988년 5월 1일   | 매주 일요일 저녁 8시 ~ 밤 9시                                            | 60분                        |
| KBS 1TV   | 1992년 10월 11일 ~ 1993년 3월 28일  | 매주 일요일 저녁 8시 ~ 밤 9시                                            | 60분                        |
| KBS 1TV   | 1982년 4월 11일 ~ 1982년 12월 19일  | 매주 일요일 저녁 7시 50분 ~ 밤 9시                                       | 70분                        |
| KBS 1TV   | 1982년 12월 26일                    | 매주 일요일 저녁 6시 ~ 밤 9시                                            | 180분                       |
| KBS 1TV   | 1983년 1월 2일                      | 매주 일요일 저녁 7시 ~ 밤 9시                                            | 120분                       |
| KBS 1TV   | 1987년 11월 15일 ~ 1982년 4월 4일   | 매주 일요일 저녁 8시 10분 ~ 밤 9시 10분                                  | 60분                        |
| KBS 1TV   | 1988년 5월 8일 ~ 1989년 4월 16일    | 매주 일요일 밤 9시 20분 ~ 10시 40분                                      | 80분                        |
| KBS 1TV   | 1989년 4월 23일 ~ 1990년 7월 15일   | 매주 일요일 밤 9시 20분 ~ 10시 30분                                      | 70분                        |
| KBS 1TV   | 1990년 7월 22일 ~ 1990년 9월 9일    | 매주 일요일 밤 9시 30분 ~ 10시 40분                                      | 70분                        |
| KBS 1TV   | 1990년 9월 30일 ~ 1990년 12월 16일  | 매주 일요일 밤 9시 30분 ~ 10시 40분                                      | 70분                        |
| KBS 1TV   | 1990년 9월 16일                     | 매주 일요일 밤 9시 35분 ~ 11시 15분                                      | 100분                       |
| KBS 1TV   | 1990년 9월 23일                     | 매주 일요일 밤 10시 ~ 11시 10분                                          | 70분                        |
| KBS 1TV   | 1991년 1월 13일 ~ 1991년 5월 5일    | 매주 일요일 밤 9시 30분 ~ 10시 30분                                      | 60분                        |
| KBS 1TV   | 1991년 5월 25일 ~ 1991년 10월 5일   | 매주 토요일 밤 9시 30분 ~ 10시 30분                                      | 60분                        |
| KBS 1TV   | 1993년 5월 1일 ~ 1994년 4월 16일    | 매주 토요일 밤 9시 30분 ~ 10시 30분                                      | 60분                        |
| KBS 1TV   | 1991년 10월 12일 ~ 1992년 3월 28일  | 매주 토요일 밤 9시 45분 ~ 10시 45분                                      | 60분                        |
| KBS 1TV   | 1992년 4월 12일 ~ 1992년 10월 4일   | 매주 일요일 저녁 7시 50분 ~ 8시 50분                                     | 60분                        |
| KBS 1TV   | 1993년 4월 3일                      | 매주 토요일 밤 9시 40분 ~ 10시 30분                                      | 50분                        |
| KBS 1TV   | 1993년 4월 10일                     | 매주 토요일 밤 9시 40분 ~ 10시 40분                                      | 60분                        |
| KBS 1TV   | 1993년 4월 24일                     | 매주 토요일 밤 9시 40분 ~ 10시 40분                                      | 60분                        |
| KBS 1TV   | 1993년 4월 17일                     | 매주 토요일 밤 9시 40분 ~ 11시 10분                                      | 90분                        |
| KBS 1TV   | 1995년 8월 5일 ~ 1995년 9월 23일    | 매주 주말 밤 9시 50분 ~ 10시 50분                                        | 60분                        |
| KBS 1TV   | 1995년 10월 28일 ~ 1996년 3월 3일   | 매주 주말 밤 9시 40분 ~ 10시 40분                                        | 60분                        |
| KBS 1TV   | 2021년 12월 11일 ~ 2021년 12월 12일 | 매주 주말 밤 9시 40분 ~ 10시 40분                                        | 60분                        |
| KBS 1TV   | 1996년 3월 9일 ~ 1996년 3월 10일    | 매주 토요일 밤 9시 45분 ~ 10시 45분 매주 일요일 밤 10시 40분 ~ 11시 40분 | 60분                        |
| KBS 1TV   | 1996년 3월 16일 ~ 1996년 3월 17일   | 매주 주말 밤 9시 45분 ~ 10시 45분                                        | 60분                        |
| KBS 1TV   | 1996년 3월 16일 ~ 1996년 3월 17일   | 매주 일요일 밤 9시 45분 ~ 10시 40분                                      | 55분                        |
| KBS 1TV   | 1996년 3월 23일 ~ 1998년 10월 11일  | 매주 주말 밤 9시 45분 ~ 10시 45분                                        | 60분                        |
| KBS 1TV   | 1998년 10월 17일 ~ 1999년 1월 31일  | 매주 주말 밤 9시 45분 ~ 10시 35분                                        | 50분                        |
| KBS 1TV   | 1999년 9월 18일 ~ 1999년 12월 19일  | 매주 주말 밤 9시 45분 ~ 10시 35분                                        | 50분                        |
| KBS 1TV   | 2000년 5월 6일 ~ 2003년 6월 22일    | 매주 주말 밤 9시 45분 ~ 10시 35분                                        | 50분                        |
| KBS 1TV   | 1999년 2월 6일 ~ 1999년 5월 22일    | 매주 주말 밤 9시 50분 ~ 10시 40분                                        | 50분                        |
| KBS 1TV   | 1999년 12월 25일 ~ 2000년 4월 29일  | 매주 주말 밤 9시 50분 ~ 10시 40분                                        | 50분                        |
| KBS 1TV   | 1999년 5월 29일 ~ 1999년 9월 12일   | 매주 주말 밤 9시 40분 ~ 10시 30분                                        | 50분                        |
| KBS 1TV   | 2007년 4월 28일 ~ 2008년 3월 30일   | 매주 주말 밤 9시 40분 ~ 10시 30분                                        | 50분                        |
| KBS 1TV   | 2010년 11월 6일 ~ 2012년 4월 29일   | 매주 주말 밤 9시 40분 ~ 10시 30분                                        | 50분                        |
| KBS 1TV   | 2012년 9월 8일 ~ 2013년 6월 9일     | 매주 주말 밤 9시 40분 ~ 10시 30분                                        | 50분                        |
| KBS 1TV   | 2014년 1월 4일 ~ 2014년 5월 18일    | 매주 주말 밤 9시 40분 ~ 10시 30분                                        | 50분                        |
| KBS 1TV   | 2014년 6월 7일 ~ 2014년 6월 29일    | 매주 주말 밤 9시 40분 ~ 10시 30분                                        | 50분                        |
| KBS 1TV   | 2015년 2월 14일 ~ 2015년 8월 2일    | 매주 주말 밤 9시 40분 ~ 10시 30분                                        | 50분                        |
| KBS 1TV   | 2016년 1월 2일 ~ 2016년 3월 26일    | 매주 주말 밤 9시 40분 ~ 10시 30분                                        | 50분                        |
| KBS 1TV   | 2021년 12월 18일 ~ 2021년 12월 26일 | 매주 주말 밤 9시 40분 ~ 10시 30분                                        | 50분                        |
| KBS 1TV   | 2022년 1월 8일 ~ 2022년 2월 27일    | 매주 주말 밤 9시 40분 ~ 10시 30분                                        | 50분                        |
| KBS 1TV   | 2022년 3월 12일 ~ 2022년 4월 24일   | 매주 주말 밤 9시 40분 ~ 10시 30분                                        | 50분                        |
| KBS 1TV   | 2003년 6월 28일 ~ 2004년 8월 8일    | 매주 주말 밤 10시 10분 ~ 11시                                            | 50분                        |
| KBS 1TV   | 2004년 8월 14일 ~ 2004년 8월 15일   | 매주 토요일 밤 10시 10분 ~ 11시                                          | 50분                        |
| KBS 1TV   | 2004년 8월 14일 ~ 2004년 8월 15일   | 매주 일요일 밤 10시 10분 ~ 11시 20분                                     | 70분                        |
| KBS 1TV   | 2004년 9월 4일 ~ 2004년 10월 31일   | 매주 주말 밤 10시 ~ 10시 50분                                            | 50분                        |
| KBS 1TV   | 2004년 11월 6일 ~ 2007년 4월 22일   | 매주 주말 밤 9시 30분 ~ 10시 20분                                        | 50분                        |
| KBS 1TV   | 2014년 5월 24일 ~ 2014년 6월 1일    | 매주 주말 밤 9시 30분 ~ 10시 20분                                        | 50분                        |
| KBS 1TV   | 2022년 1월 1일                      | 매주 토요일 밤 10시 ~ 10시 50분                                          | 50분                        |
| KBS 1TV   | 2022년 3월 5일 ~ 2022년 3월 6일     | 매주 토요일 밤 9시 50분 ~ 10시 40분 매주 일요일 밤 10시 ~ 10시 50분      | 50분                        |
| KBS 1TV   | 2022년 4월 30일 ~ 2022년 5월 1일    | 매주 토요일 밤 9시 40분 ~ 10시 30분                                      | 50분                        |
| KBS 1TV   | 2022년 4월 30일 ~ 2022년 5월 1일    | 매주 일요일 밤 9시 40분 ~ 10시 35분                                      | 55분                        |
| KBS 2TV   | 2008년 4월 5일 ~ 2008년 11월 16일   | 매주 주말 밤 9시 5분 ~ 10시 5분                                          | 60분                        |
| KBS 2TV   | 2009년 1월 3일 ~ 2009년 1월 4일     | 매주 주말 밤 10시 15분 ~ 11시 30분                                       | 75분                        |
| KBS 2TV   | 2009년 1월 10일 ~ 2009년 1월 11일   | 매주 주말 밤 10시 15분 ~ 11시 25분                                       | 70분                        |
| KBS 2TV   | 2009년 1월 17일 ~ 2009년 1월 18일   | 매주 토요일 밤 10시 ~ 11시 25분                                          | 85분                        |
| KBS 2TV   | 2009년 1월 17일 ~ 2009년 1월 18일   | 매주 토요일 밤 10시 15분 ~ 11시 25분                                     | 70분                        |
| KBS 2TV   | 2009년 1월 24일 ~ 2009년 1월 25일   | 매주 토요일 밤 10시 ~ 11시                                               | 60분                        |
| KBS 2TV   | 2009년 1월 24일 ~ 2009년 1월 25일   | 매주 토요일 밤 10시 15분 ~ 11시 15분                                     | 60분                        |
| KBS 2TV   | 2009년 1월 31일 ~ 2009년 2월 22일   | 매주 주말 밤 10시 15분 ~ 11시 15분                                       | 60분                        |
| KBS 2TV   | 2009년 2월 28일 ~ 2009년 9월 27일   | 매주 주말 밤 10시 15분 ~ 11시 20분                                       | 65분                        |
| KBS 2TV   | 2023년 11월 11일 ~ 2023년 11월 19일 | 매주 주말 밤 9시 25분 ~ 10시 40분                                        | 75분 (중간 광고 포함)       |
| KBS 2TV   | 2023년 11월 25일 ~ 2024년 3월 10일  | 매주 주말 밤 9시 25분 ~ 10시 25분                                        | 75/60/75분 (중간 광고 포함) |

## 작품 리스트
|  | - 아래의 텔레비전 드라마 중 2002년 11월 이후에 시청 가능 연령을 표시하는 드라마 등급 제도를 의무적으로 시행하고 있습니다. - 2017년 3월 1일부터 TV 프로그램 등급 표시 외에 주제, 폭력성, 선정성, 언어, 모방 위험 등 분류 사유 표시를 의무적으로 시행하고 있습니다. |

### 1980년대
| - | 제목              | 방영일 (첫방/종방) | 총방영 횟수 | 원작자           | 극본   | 주인공     | 주인공 | 시청률 | 시청률 | 비고               |
| - | 제목              | 방영일 (첫방/종방) | 총방영 횟수 | 원작자           | 극본   | 역사인물   | 배우   | 최고   | 평균   | 비고               |
| - | ----------------- | ------------------ | ----------- | ---------------- | ------ | ---------- | ------ | ------ | ------ | ------------------ |
| 1 | 《대명》          | 1981년 1월 5일     | 49회        | -                | 이철향 | 효종       | 김흥기 | -      | -      |                    |
| 1 | 《대명》          | 1981년 12월 28일   | 49회        | -                | 이철향 | 효종       | 김흥기 | -      | -      |                    |
| 2 | 《풍운》          | 1982년 1월 10일    | 49회        | 유주현           | 신봉승 | 흥선대원군 | 이순재 | -      | -      |                    |
| 2 | 《풍운》          | 1982년 12월 26일   | 49회        | 유주현           | 신봉승 | 흥선대원군 | 이순재 | -      | -      |                    |
| 3 | 《개국》          | 1983년 1월 2일     | 49회        | 이태원           | 이은성 | 이성계     | 임동진 | -      | -      |                    |
| 3 | 《개국》          | 1983년 12월 18일   | 49회        | 이태원           | 이은성 | 이성계     | 임동진 | -      | -      |                    |
| 4 | 《독립문》        | 1984년 1월 1일     | 50회        | -                | 이철향 | 안영복     | 임혁   | -      | -      | 가상인물 사극      |
| 4 | 《독립문》        | 1984년 12월 30일   | 50회        | -                | 이철향 | 배정자     | 정윤희 | -      | -      | 가상인물 사극      |
| 5 | 《새벽》          | 1985년 2월 17일    | 46회        | -                | 김교식 | 이승만     | 신구   | -      | -      | 작가가 도중에 변경 |
| 5 | 《새벽》          | 1985년 12월 29일   | 46회        | -                | 오재호 | 김구       | 이치우 | -      | -      | 작가가 도중에 변경 |
| 6 | 《노다지》        | 1986년 10월 25일   | 64회        | 선우휘           | 박병우 | 오성희     | 한혜숙 | -      | -      | 가상인물 사극      |
| 6 | 《노다지》        | 1987년 5월 31일    | 64회        | 선우휘           | 박병우 | 오성희     | 한혜숙 | -      | -      | 가상인물 사극      |
| 7 | 《이화》          | 1987년 6월 6일     | 44회        | 윌리엄 아서 노블 | 김항명 | 이화       | 김소연 | -      | -      | 가상인물 사극      |
| 7 | 《이화》          | 1987년 10월 18일   | 44회        | 윌리엄 아서 노블 | 김항명 | 이화       | 김소연 | -      | -      | 가상인물 사극      |
| 8 | 《토지》          | 1987년 10월 24일   | 103회       | 박경리           | 김원석 | 최서희     | 최수지 | -      | -      | 가상인물 사극      |
| 8 | 《토지》          | 1989년 8월 6일     | 103회       | 박경리           | 김원석 | 최서희     | 최수지 | -      | -      | 가상인물 사극      |
| 9 | 《역사는 흐른다》 | 1989년 9월 3일     | 54회        | 한무숙           | 박병우 | 박옥련     | 장미희 | -      | -      | 가상인물 사극      |
| 9 | 《역사는 흐른다》 | 1990년 9월 9일     | 54회        | 한무숙           | 박병우 | 이규직     | 유인촌 | -      | -      | 가상인물 사극      |

### 1990년대
| -  | 제목                       | 방영일 (첫방/종방) | 총방영 횟수 | 원작자 | 극본   | 주인공      | 주인공 | 시청률 | 시청률 | 비고          |
| -  | 제목                       | 방영일 (첫방/종방) | 총방영 횟수 | 원작자 | 극본   | 역사인물    | 배우   | 최고   | 평균   | 비고          |
| -- | -------------------------- | ------------------ | ----------- | ------ | ------ | ----------- | ------ | ------ | ------ | ------------- |
| 10 | 《여명의 그날》            | 1990년 9월 16일    | 13회        | -      | 김교식 | 이승만      | 신구   | -      | -      |               |
| 10 | 《여명의 그날》            | 1990년 12월 16일   | 13회        | -      | 김교식 | 김구        | 이영후 | -      | -      |               |
| 11 | 《왕도》                   | 1991년 1월 6일     | 34회        | 유현종 | 김항명 | 홍국영      | 김영철 | -      | -      |               |
| 11 | 《왕도》                   | 1991년 10월 5일    | 34회        | 유현종 | 김항명 | 홍국영      | 김영철 | -      | -      |               |
| 12 | 《바람꽃은 시들지 않는다》 | 1991년 10월 12일   | 24회        | 유안진 | 이철향 | 심씨        | 신혜수 | -      | -      | 가상인물 사극 |
| 12 | 《바람꽃은 시들지 않는다》 | 1992년 3월 28일    | 24회        | 유안진 | 이철향 | 유석우      | 정애리 | -      | -      | 가상인물 사극 |
| 13 | 《삼국기》                 | 1992년 4월 12일    | 50회        | 이남교 | 유현종 | 김유신      | 서인석 | -      | -      |               |
| 13 | 《삼국기》                 | 1992년 4월 12일    | 50회        | 이남교 | 유현종 | 계백        | 유동근 | -      | -      |               |
| 13 | 《삼국기》                 | 1993년 4월 17일    | 50회        | 이남교 | 유현종 | 연개소문    | 조경환 | -      | -      |               |
| 14 | 《먼동》                   | 1993년 4월 24일    | 39회        | 홍성원 | 김항명 | 송보경      | 하희라 | -      | -      | 가상인물 사극 |
| 14 | 《먼동》                   | 1994년 4월 16일    | 39회        | 홍성원 | 김항명 | 송보경      | 하희라 | -      | -      | 가상인물 사극 |
| 15 | 《김구》                   | 1995년 8월 5일     | 16회        | -      | 이봉원 | 김구        | 조상건 | -      | -      |               |
| 15 | 《김구》                   | 1995년 8월 5일     | 16회        | -      | 홍승연 | 김구        | 조상건 | -      | -      |               |
| 15 | 《김구》                   | 1995년 9월 24일    | 16회        | -      | 정경아 | 김구        | 김상중 | -      | -      |               |
| 16 | 《찬란한 여명》            | 1995년 10월 29일   | 100회       | 신봉승 | 신봉승 | 유홍기      | 이정길 | -      | -      |               |
| 16 | 《찬란한 여명》            | 1996년 11월 23일   | 100회       | 신봉승 | 신봉승 | 이동인      | 김갑수 | -      | -      |               |
| 17 | 《용의 눈물》              | 1996년 11월 24일   | 159회       | 박종화 | 이환경 | 태조 이성계 | 김무생 | 49.6%  | -      |               |
| 17 | 《용의 눈물》              | 1998년 5월 31일    | 159회       | 박종화 | 이환경 | 태종 이방원 | 유동근 | 49.6%  | -      |               |
| 18 | 《왕과 비》                | 1998년 6월 6일     | 186회       | -      | 정하연 | 세조        | 임동진 | 44.0%  | -      |               |
| 18 | 《왕과 비》                | 2000년 3월 26일    | 186회       | -      | 정하연 | 인수대비    | 채시라 | 44.0%  | -      |               |

### 2000년대
| -  | 제목              | 방영일 (첫방/종방) | 총방영 횟수 | 원작자 | 극본   | 주인공   | 주인공 | 시청률          | 시청률 | 비고  |
| -  | 제목              | 방영일 (첫방/종방) | 총방영 횟수 | 원작자 | 극본   | 역사인물 | 배우   | 최고            | 평균   | 비고  |
| -- | ----------------- | ------------------ | ----------- | ------ | ------ | -------- | ------ | --------------- | ------ | ----- |
| 19 | 《태조 왕건》     | 2000년 4월 1일     | 200회       | 이환경 | 이환경 | 왕건     | 최수종 | -               | -      |       |
| 19 | 《태조 왕건》     | 2000년 4월 1일     | 200회       | 이환경 | 이환경 | 궁예     | 김영철 | -               | -      |       |
| 19 | 《태조 왕건》     | 2002년 2월 24일    | 200회       | 이환경 | 이환경 | 견훤     | 서인석 | -               | -      |       |
| 20 | 《제국의 아침》   | 2002년 3월 2일     | 94회        | -      | 이환경 | 광종     | 김상중 | -               | -      |       |
| 20 | 《제국의 아침》   | 2003년 1월 26일    | 94회        | -      | 이환경 | 광종     | 김상중 | -               | -      |       |
| 21 | 《무인시대》      | 2003년 2월 8일     | 158회       | -      | 유동윤 | 이의방   | 서인석 | -               | -      | -     |
| 21 | 《무인시대》      | 2003년 2월 8일     | 158회       | -      | 유동윤 | 정중부   | 김흥기 | -               | -      | -     |
| 21 | 《무인시대》      | 2003년 2월 8일     | 158회       | -      | 유동윤 | 경대승   | 박용우 | -               | -      | -     |
| 21 | 《무인시대》      | 2004년 8월 15일    | 158회       | -      | 유동윤 | 이의민   | 이덕화 | -               | -      | -     |
| 21 | 《무인시대》      | 2004년 8월 15일    | 158회       | -      | 유동윤 | 최충헌   | 김갑수 | -               | -      | -     |
| 22 | 《불멸의 이순신》 | 2004년 9월 4일     | 104회       | 김훈   | 윤선주 | 이순신   | 김명민 | 33.1%           | 22.0%  |       |
| 22 | 《불멸의 이순신》 | 2004년 9월 4일     | 104회       | 김훈   | 박영숙 | 이순신   | 김명민 | 33.1%           | 22.0%  |       |
| 22 | 《불멸의 이순신》 | 2005년 8월 26일    | 104회       | 김탁환 | 윤영수 | 이순신   | 김명민 | 33.1%           | 22.0%  |       |
| 22 | 《불멸의 이순신》 | 2005년 8월 26일    | 104회       | 김탁환 | 장기창 | 이순신   | 김명민 | 33.1%           | 22.0%  |       |
| 23 | 《서울 1945》     | 2006년 1월 7일     | 71회        | -      | 정성희 | 김해경   | 한은정 | 17.9% (제44회)  | 12.9%  | [ 1 ] |
| 23 | 《서울 1945》     | 2006년 1월 7일     | 71회        | -      | 정성희 | 최운혁   | 류수영 | 17.9% (제44회)  | 12.9%  | [ 1 ] |
| 23 | 《서울 1945》     | 2006년 9월 10일    | 71회        | -      | 이한호 | 이동우   | 김호진 | 17.9% (제44회)  | 12.9%  | [ 1 ] |
| 23 | 《서울 1945》     | 2006년 9월 10일    | 71회        | -      | 이한호 | 문석경   | 소유진 | 17.9% (제44회)  | 12.9%  | [ 1 ] |
| 24 | 《대조영》        | 2006년 9월 16일    | 134회       | 유현종 | 장영철 | 대조영   | 최수종 | 36.8% (제130회) | 26.9%  |       |
| 24 | 《대조영》        | 2007년 12월 23일   | 134회       | 유현종 | 장영철 | 대조영   | 최수종 | 36.8% (제130회) | 26.9%  |       |
| 25 | 《대왕 세종》     | 2008년 1월 5일     | 100회       | -      | 윤선주 | 세종     | 김상경 | 23.0% (제2회)   | 15.3%  |       |
| 25 | 《대왕 세종》     | 2008년 11월 16일   | 100회       | -      | 김태희 | 세종     | 김상경 | 23.0% (제2회)   | 15.3%  |       |
| 26 | 《천추태후》      | 2009년 1월 3일     | 78회        | -      | 손영목 | 천추태후 | 채시라 | 23.1% (제2회)   | 15.6%  |       |
| 26 | 《천추태후》      | 2009년 1월 3일     | 78회        | -      | 이상민 | 천추태후 | 채시라 | 23.1% (제2회)   | 15.6%  |       |
| 26 | 《천추태후》      | 2009년 9월 27일    | 78회        | -      | 강영란 | 천추태후 | 채시라 | 23.1% (제2회)   | 15.6%  |       |

### 2010년대
| #  | 제목           | 방영일 (시작/종영) | 총 횟수 | 원작자 | 극본                      | 주인공        | 주인공        | 시청률                  | 시청률 | 비고 |
| #  | 제목           | 방영일 (시작/종영) | 총 횟수 | 원작자 | 극본                      | 역사인물      | 배우          | 최고                    | 평균   | 비고 |
| -- | -------------- | ------------------ | ------- | ------ | ------------------------- | ------------- | ------------- | ----------------------- | ------ | ---- |
| 27 | 《근초고왕》   | 2010년 11월 6일    | 60회    | -      | 정성희 유숭열             | 근초고왕      | 감우성        | 12.9% (제30회) (제34회) | 11.0%  |      |
| 27 | 《근초고왕》   | 2011년 5월 29일    | 60회    | -      | 정성희 유숭열             | 근초고왕      | 감우성        | 12.9% (제30회) (제34회) | 11.0%  |      |
| 28 | 《광개토태왕》 | 2011년 6월 4일     | 92회    | -      | 조명주 장기창 최진영 김주 | 담덕          | 이태곤        | 20.9% (제45회)          | 16.8%  |      |
| 28 | 《광개토태왕》 | 2012년 4월 29일    | 92회    | -      | 조명주 장기창 최진영 김주 | 담덕          | 이태곤        | 20.9% (제45회)          | 16.8%  |      |
| 29 | 《대왕의 꿈》  | 2012년 9월 8일     | 70회    | -      | 유동윤 김선덕             | 김춘추 김유신 | 최수종 김유석 | 13.9% (제13회) (제25회) | 11.2%  |      |
| 29 | 《대왕의 꿈》  | 2013년 6월 9일     | 70회    | -      | 유동윤 김선덕             | 김춘추 김유신 | 최수종 김유석 | 13.9% (제13회) (제25회) | 11.2%  |      |
| 30 | 《정도전》     | 2014년 1월 4일     | 50회    | -      | 정현민                    | 정도전        | 조재현        | 19.8% (제36회)          | 15.8%  |      |
| 30 | 《정도전》     | 2014년 6월 29일    | 50회    | -      | 정현민                    | 정도전        | 조재현        | 19.8% (제36회)          | 15.8%  |      |
| 31 | 《징비록》     | 2015년 2월 14일    | 50회    | 류성룡 | 정형수 정지연             | 류성룡        | 김상중        | 13.8% (제22회)          | -      |      |
| 31 | 《징비록》     | 2015년 8월 2일     | 50회    | 류성룡 | 정형수 정지연             | 류성룡        | 김상중        | 13.8% (제22회)          | -      |      |
| 32 | 《장영실》     | 2016년 1월 2일     | 24회    | -      | 이명희 마창준             | 장영실        | 송일국        | 14.1% (제7회) (제8회)   | 11.6%  |      |
| 32 | 《장영실》     | 2016년 3월 26일    | 24회    | -      | 이명희 마창준             | 장영실        | 송일국        | 14.1% (제7회) (제8회)   | 11.6%  |      |

### 2020년대
| -  | 제목               | 방영일 (첫방/종방) | 총방영 횟수 | 원작자 | 극본   | 주인공   | 주인공 | 시청률         | 시청률       | 비고 |
| -  | 제목               | 방영일 (첫방/종방) | 총방영 횟수 | 원작자 | 극본   | 역사인물 | 배우   | 최고           | 평균         | 비고 |
| -- | ------------------ | ------------------ | ----------- | ------ | ------ | -------- | ------ | -------------- | ------------ | ---- |
| 33 | 《태종 이방원》    | 2021년 12월 11일   | 32회        |        | 이정우 | 태종     | 주상욱 | 11.7% (제28회) | 5.3% (제7회) |      |
| 33 | 《태종 이방원》    | 2022년 5월 1일     | 32회        |        | 이정우 | 태종     | 주상욱 | 11.7% (제28회) | 5.3% (제7회) |      |
| 34 | 《고려 거란 전쟁》 | 2023년 11월 11일   | 32회        | 길승수 | 이정우 | 강감찬   | 최수종 |                |              |      |
| 34 | 《고려 거란 전쟁》 | 2024년 3월 10일    | 32회        | 길승수 | 이정우 | 현종     | 김동준 |                |              |      |
| 34 | 《고려 거란 전쟁》 | 2024년 3월 10일    | 32회        | 길승수 | 이정우 | 양규     | 지승현 |                |              |      |
| 35 | 《대왕문무》       |                    |             |        |        |          |        |                |              |      |